# Dion-le-Val
Dion-le-Val is een dorp in de Belgische provincie Waals-Brabant en een deelgemeente van Chaumont-Gistoux. Ten zuiden ligt het dorp Dion-le-Mont.

## Geschiedenis
Dion-le-Val was een zelfstandige gemeente tot het in 1970 fusioneerde met Dion-le-Mont om de nieuwe gemeente Dion-Valmont te vormen. In 1977 werd deze gemeente alweer opgeheven en bij fusiegemeente Chaumont-Gistoux gevoegd.

## Bezienswaardigheden
- De Sint-Martinuskerk (Église Saint-Martin) is een neoclassicistisch kerkgebouw van 1836-1837. Op het kerkhof vindt men grafstenen uit de 16e-18e eeuw.
- Het Château du Haut Cortil is feitelijk een grote fabrikantenvilla van 1925, gelegen in een groot landgoed dat onder meer een oranjerie omvat en waarlangs de Pisselet stroomt die ook een vijver voedt.
- Het Kasteel van Dion-le-Val gaat terug tot de 16e eeuw en werd in de 19e eeuw gedeeltelijk gewijzigd in neoclassicistische zin.

## Natuur en landschap
Dion-le-Val ligt aan de Pisselet die noordwaarts naar de Dijle stroomt. De hoogte aan de kerk bedraagt 56 meter.

## Demografische ontwikkeling
- Bronnen:NIS, Opm:1831 tot en met 1970=volkstellingen

## Politiek
Dion-le-Val had een eigen gemeentebestuur en burgemeester tot de fusie van 1970. Burgemeesters waren:
- ...-1970 : Max Denis

## Nabijgelegen kernen
Doiceau, Dion-le-Mont, Bonlez
Deelgemeenten: Bonlez · Chaumont-Gistoux · Corroy-le-Grand · Dion-le-Mont · Dion-le-Val · Longueville

Overige plaatsen: Arnelle · Bas-Bonlez · Brocsous · Les Bruyères · Champtaine · Chaumont · Gistoux · Grippelotte · Inchebroux · Laid Burniau · Louvrange · Manypré · Ocquière · Roblet · Somville · Vieusart

Belgische gemeenten · Arrondissement Nijvel · Waals-Brabant · Wallonië